# Mirlind Daku
Mirlind Daku (Gjilan, 1º gennaio 1998) è un calciatore kosovaro naturalizzato albanese, attaccante del Rubin e della nazionale albanese.

## Caratteristiche tecniche
È un centravanti.

## Carriera

### Club
Ha giocato nella prima divisione kosovara (di cui nelle stagioni 2017-2018 e 2020-2021 è stato anche capocannoniere), in quella albanese, croata e russa.

### Nazionale
Con la nazionale kosovara Under-21 ha preso parte a 3 incontri di qualificazione agli Europei 2019.
Nel 2020 ha esordito in nazionale maggiore.
Esprime più volte la volontà di giocare per la nazionale albanese, viene dunque convocato dal CT della nazionale albanese Sylvinho per i due incontri di qualificazione a Euro 2024 contro Rep. Ceca e Polonia. Esordisce nella sfida pareggiata 1-1 in casa dei cechi. Tre giorni dopo realizza il suo primo gol con la selezione albanese nel successo per 2-0 contro i polacchi.
Convocato per Euro 2024, al termine della seconda sfida della fase a gironi (pareggiata 2-2 contro la Croazia) ha intonato dei cori contro la Serbia e la Macedonia del Nord; a seguito di questi gesti è stato squalificato per due partite dall'UEFA.

## Statistiche

### Presenze e reti nei club
Statistiche aggiornate al 5 ottobre 2024.
| Stagione        | Squadra         | Campionato      | Campionato | Campionato | Coppe nazionali | Coppe nazionali | Coppe nazionali | Coppe continentali | Coppe continentali | Coppe continentali | Altre coppe | Altre coppe | Altre coppe | Totale | Totale |
| Stagione        | Squadra         | Comp            | Pres       | Reti       | Comp            | Pres            | Reti            | Comp               | Pres               | Reti               | Comp        | Pres        | Reti        | Pres   | Reti   |
| --------------- | --------------- | --------------- | ---------- | ---------- | --------------- | --------------- | --------------- | ------------------ | ------------------ | ------------------ | ----------- | ----------- | ----------- | ------ | ------ |
| 2016-gen. 2017  | Hajvalia        | SL              | 14         | 1          | CK              | 0               | 0               | -                  | -                  | -                  | -           | -           | -           | 14     | 1      |
| gen.-giu. 2017  | Llapi           | SL              | 15         | 6          | CK              | 4               | 1               | UEL                | 0                  | 0                  | SK          | 0           | 0           | 19     | 7      |
| 2017-2018       | Llapi           | SL              | 30         | 17         | CK              | 3               | 3               | -                  | -                  | -                  | SK          | 0           | 0           | 33     | 17     |
| Totale Llapi    | Totale Llapi    | Totale Llapi    | 45         | 23         |                 | 7               | 4               |                    | 0                  | 0                  |             | 0           | 0           | 52     | 27     |
| 2018-2019       | Osijek II       | 2. HNL          | 15         | 2          | -               | -               | -               | -                  | -                  | -                  | -           | -           | -           | 15     | 2      |
| 2019-gen. 2020  | Kukësi          | KS              | 13         | 1          | CA              | 2               | 2               | UEL                | 0                  | 0                  | SA          | 1           | 0           | 16     | 3      |
| gen.-giu. 2020  | Ballkani        | SL              | 8          | 4          | CK              | 3               | 1               | -                  | -                  | -                  | -           | -           | -           | 11     | 5      |
| 2020-2021       | Ballkani        | SL              | 34         | 31         | CK              | 1               | 0               | UEL                | -                  | -                  | SK          | 0           | 0           | 35     | 31     |
| Totale Ballkani | Totale Ballkani | Totale Ballkani | 42         | 35         |                 | 4               | 1               |                    | 0                  | 0                  |             | 0           | 0           | 46     | 36     |
| 2021-gen. 2022  | Osijek          | 1. HNL          | 12         | 3          | CC              | 3               | 1               | UECL               | 1                  | 0                  | -           | -           | -           | 16     | 4      |
| gen.-giu. 2022  | NŠ Mura         | 1. SNL          | 16         | 5          | CS              | 0               | 0               | -                  | -                  | -                  | -           | -           | -           | 16     | 5      |
| 2022-2023       | NŠ Mura         | 1. SNL          | 33         | 19         | CS              | 1               | 1               | UECL               | 3                  | 2                  | -           | -           | -           | 37     | 22     |
| Totale NŠ Mura  | Totale NŠ Mura  | Totale NŠ Mura  | 49         | 24         |                 | 1               | 1               |                    | 3                  | 2                  |             | -           | -           | 53     | 27     |
| 2023-2024       | Rubin           | PL              | 28         | 10         | CR              | 5               | 0               | -                  | -                  | -                  | -           | -           | -           | 33     | 10     |
| 2024-2025       | Rubin           | PL              | 11         | 6          | CR              | 0               | 0               | -                  | -                  | -                  | -           | -           | -           | 11     | 6      |
| Totale Rubin    | Totale Rubin    | Totale Rubin    | 39         | 16         |                 | 5               | 0               |                    | -                  | -                  |             | -           | -           | 44     | 16     |
| Totale carriera | Totale carriera | Totale carriera | 229        | 105        |                 | 22              | 9               |                    | 4                  | 2                  |             | 1           | 0           | 256    | 116    |

### Cronologia presenze e reti in nazionale
| Cronologia completa delle presenze e delle reti in nazionale ― Albania | Cronologia completa delle presenze e delle reti in nazionale ― Albania | Cronologia completa delle presenze e delle reti in nazionale ― Albania | Cronologia completa delle presenze e delle reti in nazionale ― Albania | Cronologia completa delle presenze e delle reti in nazionale ― Albania | Cronologia completa delle presenze e delle reti in nazionale ― Albania | Cronologia completa delle presenze e delle reti in nazionale ― Albania | Cronologia completa delle presenze e delle reti in nazionale ― Albania |
| Data                                                                   | Città                                                                  | In casa                                                                | Risultato                                                              | Ospiti                                                                 | Competizione                                                           | Reti                                                                   | Note                                                                   |
| ---------------------------------------------------------------------- | ---------------------------------------------------------------------- | ---------------------------------------------------------------------- | ---------------------------------------------------------------------- | ---------------------------------------------------------------------- | ---------------------------------------------------------------------- | ---------------------------------------------------------------------- | ---------------------------------------------------------------------- |
| 7-9-2023                                                               | Praga                                                                  | Rep. Ceca                                                              | 1 – 1                                                                  | Albania                                                                | Qual. Euro 2024                                                        | -                                                                      | 59’                                                                    |
| 10-9-2023                                                              | Tirana                                                                 | Albania                                                                | 2 – 0                                                                  | Polonia                                                                | Qual. Euro 2024                                                        | 1                                                                      | 62’ 63’                                                                |
| 12-10-2023                                                             | Tirana                                                                 | Albania                                                                | 3 – 0                                                                  | Rep. Ceca                                                              | Qual. Euro 2024                                                        | -                                                                      | 67’                                                                    |
| 17-11-2023                                                             | Chișinău                                                               | Moldavia                                                               | 1 – 1                                                                  | Albania                                                                | Qual. Euro 2024                                                        | -                                                                      | 62’ 86’                                                                |
| 20-11-2023                                                             | Tirana                                                                 | Albania                                                                | 0 – 0                                                                  | Fær Øer                                                                | Qual. Euro 2024                                                        | -                                                                      | 74’                                                                    |
| 19-6-2024                                                              | Amburgo                                                                | Croazia                                                                | 2 – 2                                                                  | Albania                                                                | Euro 2024 - 1º turno                                                   | -                                                                      | 85’ 90+3’                                                              |
| 11-10-2024                                                             | Praga                                                                  | Rep. Ceca                                                              | 2 – 0                                                                  | Albania                                                                | UEFA Nations League 2024-2025 - 1º turno                               | -                                                                      | 44’ 65’                                                                |
| 14-10-2024                                                             | Tbilisi                                                                | Georgia                                                                | 0 – 1                                                                  | Albania                                                                | UEFA Nations League 2024-2025 - 1º turno                               | -                                                                      | 66’                                                                    |
| 19-11-2024                                                             | Tirana                                                                 | Albania                                                                | 1 – 2                                                                  | Ucraina                                                                | UEFA Nations League 2024-2025 - 1º turno                               | -                                                                      | 46’                                                                    |
| 7-6-2025                                                               | Tirana                                                                 | Albania                                                                | 0 – 0                                                                  | Serbia                                                                 | Qual. Mondiali 2026                                                    | -                                                                      | 62’                                                                    |
| 10-6-2025                                                              | Riga                                                                   | Lettonia                                                               | 1 – 1                                                                  | Albania                                                                | Qual. Mondiali 2026                                                    | -                                                                      | 82’                                                                    |
| Totale                                                                 |                                                                        | Presenze (155º posto)                                                  | 11                                                                     |                                                                        | Reti (52º posto)                                                       | 1                                                                      |                                                                        |

| Cronologia completa delle presenze e delle reti in nazionale ― Kosovo | Cronologia completa delle presenze e delle reti in nazionale ― Kosovo | Cronologia completa delle presenze e delle reti in nazionale ― Kosovo | Cronologia completa delle presenze e delle reti in nazionale ― Kosovo | Cronologia completa delle presenze e delle reti in nazionale ― Kosovo | Cronologia completa delle presenze e delle reti in nazionale ― Kosovo | Cronologia completa delle presenze e delle reti in nazionale ― Kosovo | Cronologia completa delle presenze e delle reti in nazionale ― Kosovo |
| Data                                                                  | Città                                                                 | In casa                                                               | Risultato                                                             | Ospiti                                                                | Competizione                                                          | Reti                                                                  | Note                                                                  |
| --------------------------------------------------------------------- | --------------------------------------------------------------------- | --------------------------------------------------------------------- | --------------------------------------------------------------------- | --------------------------------------------------------------------- | --------------------------------------------------------------------- | --------------------------------------------------------------------- | --------------------------------------------------------------------- |
| 11-11-2020                                                            | Elbasan                                                               | Albania                                                               | 2 – 1                                                                 | Kosovo                                                                | Amichevole                                                            | -                                                                     | 84’                                                                   |
| 1-6-2021                                                              | Pristina                                                              | Kosovo                                                                | 4 – 1                                                                 | San Marino                                                            | Amichevole                                                            | -                                                                     | 82’                                                                   |
| 4-6-2021                                                              | Klagenfurt am Wörthersee                                              | Kosovo                                                                | 2 – 1                                                                 | Malta                                                                 | Amichevole                                                            | -                                                                     | 88’                                                                   |
| 8-6-2021                                                              | Manavgat                                                              | Kosovo                                                                | 1 – 2                                                                 | Guinea                                                                | Amichevole                                                            | -                                                                     | 46’                                                                   |
| 11-6-2021                                                             | Manavgat                                                              | Kosovo                                                                | 1 – 0                                                                 | Gambia                                                                | Amichevole                                                            | -                                                                     | 69’                                                                   |
| Totale                                                                |                                                                       | Presenze                                                              | 5                                                                     |                                                                       | Reti                                                                  | 0                                                                     |                                                                       |

## Palmarès

### Individuale
- Capocannoniere del campionato kosovaro: 2

2017-2018 (17 gol), 2020-2021 (31 gol)